# Chlamydera cerviniventris
Chlamydera cerviniventris là một loài chim trong họ Ptilonorhynchidae.

## Hình ảnh

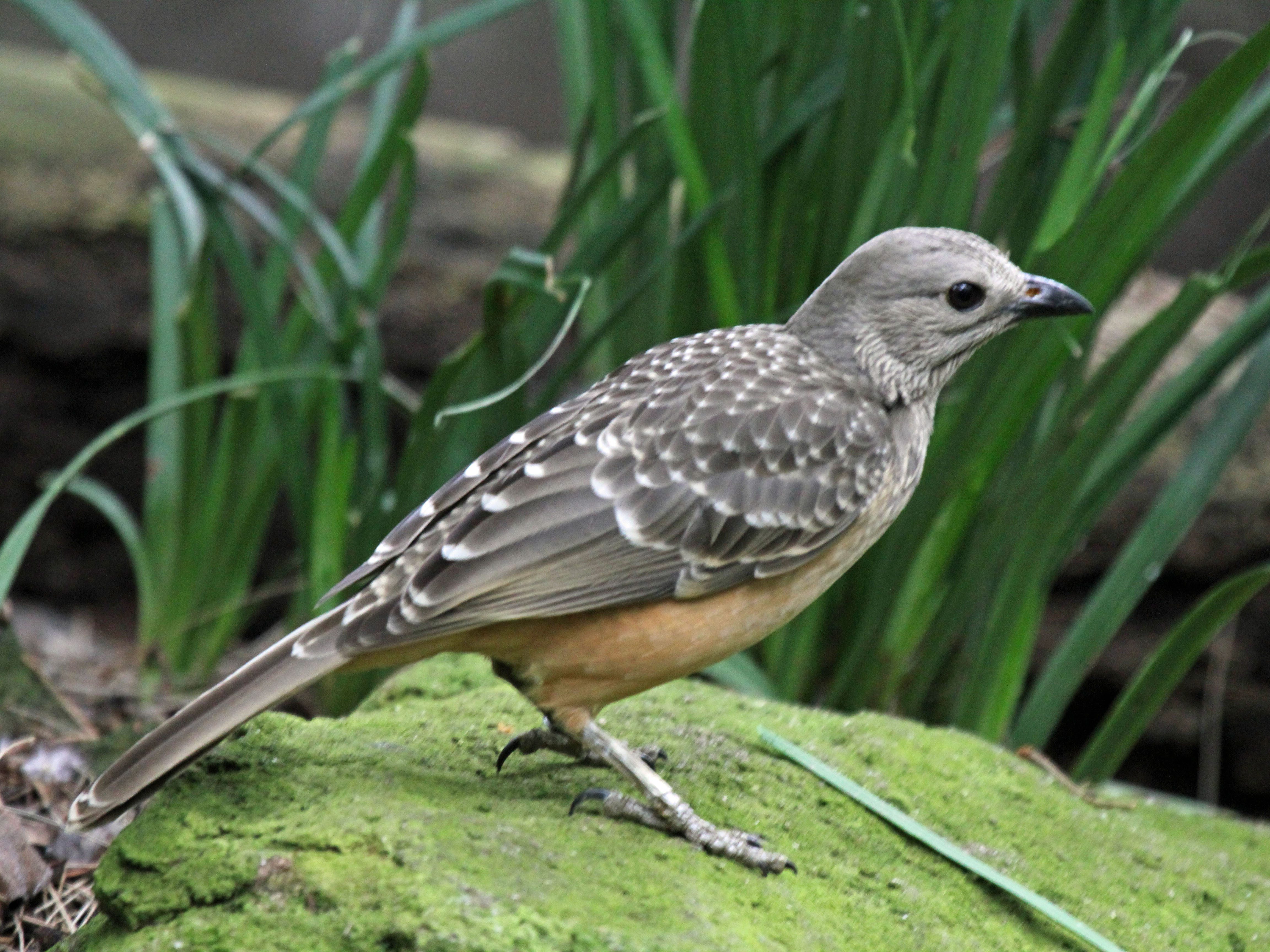
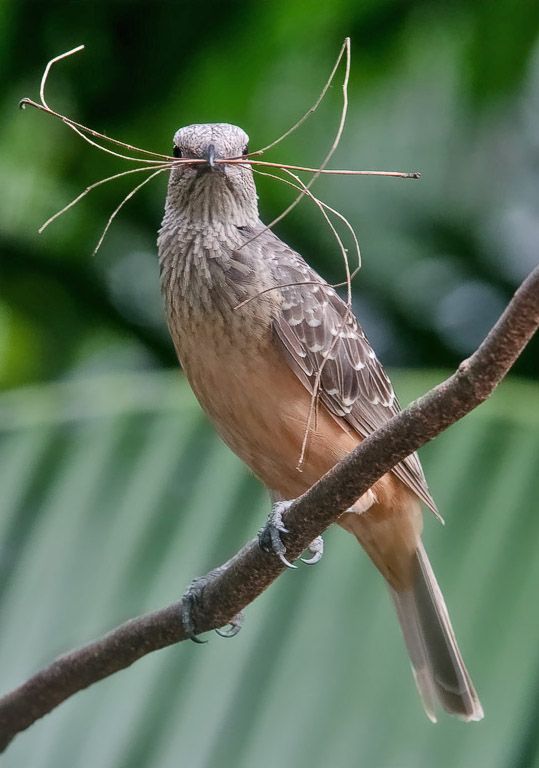